# Тескере
Тескерѐ (на турски: teskere, в мн.ч. тескерета) е остаряла дума, турцизъм, която означава паспорт или друг документ за самоличност. Използвана е преди навлизането на френската дума паспорт (на френски: passeport, в буквален превод разрешение за пребиваване в пристанище). Все още се използва разговорно, примерно в израза „Показвам си тескерето“. В съвременния турски език думата teskere съществува и означава ученическа/студентска виза за чужденци , обучаващи се в Турция.

## В Османската империя
Тескерето в Османската империя е най-обикновеният паспорт и важи само в границите на провинциалната област.